# Geovillas Los Pinos
Geovillas Los Pinos es una localidad del estado mexicano de Veracruz. Es parte del municipio de Veracruz. Fue fundada el 30 de junio de 2004.

## Demografía
| Censo | Población |
| ----- | --------- |
| 2005  | 2 634     |
| 2010  | 12 840    |
| 2020  | 16 855    |